# Sbek thom

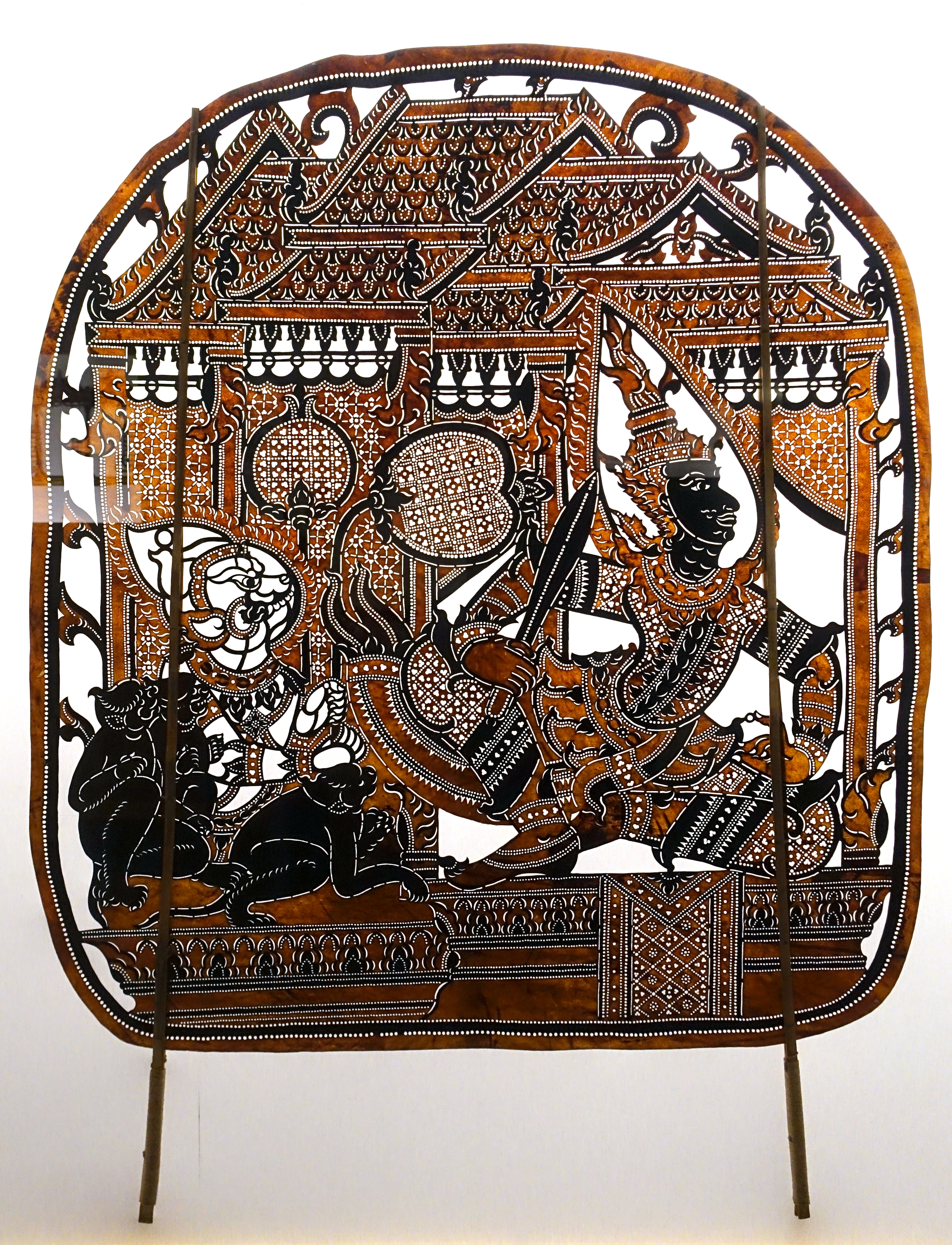
Sbek thom-Figurenplatte von Preah Ream (Rama), begleitet von Affen vor einem Palast.

Sbek thom, auch lkhon sbek thom (Khmer ល្ខោនស្បែកធំ, „Theater der großen Hautfiguren“), nang sbek (ណាំងស្បែក, naŋ sbaek), nang sebek, sebek thom, nang sbek thom, lkhaon sbaik thom, ist eine zu den Schattenspielen gezählte Schauspielgattung (Khmer lkhon) mit großen Figurentafeln aus Pergament, die als eine der alten höfischen Künste der Khmer in Kambodscha gepflegt wird. Mehrere Darsteller halten jeweils eine der starren Bildplatten mit beiden Händen über den Kopf und bewegen sich tänzerisch abwechselnd vor und hinter einer weißen Leinwand, die von der dem Publikum abgewandten Seite durch ein Feuer erleuchtet wird, sodass entweder die Figuren und Tänzer direkt oder deren Schatten zu sehen sind. Das sbek thom existiert wahrscheinlich seit dem Reich der Khmer von Angkor (9. bis Anfang 15. Jahrhundert) und diente als Vorbild für das ähnliche Schauspiel nang yai in Zentralthailand. In beiden Ländern wird daneben eine gänzlich andere Schattenspieltradition mit kleinen Figuren gepflegt, die in Kambodscha sbek touch (auch nang trolung) und in Südthailand nang talung heißt. Inszeniert werden ausschließlich Episoden aus dem Reamker, der kambodschanischen Version des indischen Epos Ramayana. Im Jahr 2008 wurde das sbek thom in die UNESCO-Liste des immateriellen Kulturerbes der Menschheit aufgenommen.

## Herkunft und Verbreitung

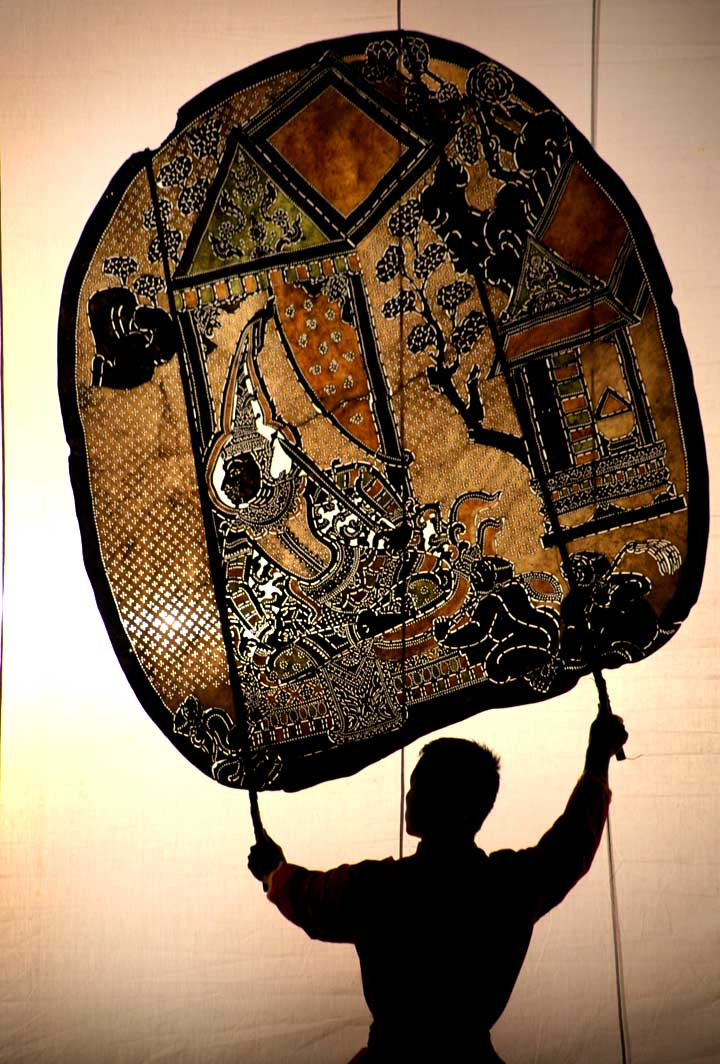
Nang yai-Figurenplatte. Der Held Preah Ream, der in Thailand Phra Ram heißt, von Affen umgeben. Die Thai übernahmen das nang yai von den kulturell dominierenden Khmer der späten Angkor-Periode.

Die übliche Klassifizierung als Schattenspiel greift der Wortbedeutung nach zu kurz. Nang heißt auf Thailändisch wie sbek auf Khmer „Haut“, „Pergament“, „Leder“; der bestimmende Zusatz thom („groß“) dient zur Abgrenzung vom Spiel mit kleinen Figuren sbek touch (oder nang tauch, „kleine Haut“), das auch nang trolung (Trolung, ein kambodschanischer Ort, an dem dieses Schattenspiel entstanden sein soll) oder ayong („Puppenspiel“) genannt wird. Robam (thailändisch rabam) steht für „Tanz“. Der Ausdruck robam nang sbek thom („Tanz der großen Hautfiguren“) verweist darauf, dass die tanzenden Darsteller mit ihren Figurenplatten eine zusammengehörige theatralische Form bilden. Die eine ganze Nacht dauernden Aufführungen des sbek touch sind bei der ländlichen Bevölkerung beliebt, beim Spiel mit kleinen Figuren werden aber nicht Erzählungen aus dem Reamker, sondern Volkslegenden und aktuelle Themen inszeniert. Ein dritter kambodschanischer Schattenspieltyp ist das sbek por (lkhaon sbaik poar) mit farbig bemalten, mittelgroßen Figuren und dem Reamker als Grundlage.
Die südostasiatischen Schattenspiele werden allgemein auf einen indischen Ursprung zurückgeführt. Die großen kambodschanischen und thailändischen Schattenspielfiguren besitzen einige Ähnlichkeiten mit den mittelgroßen, unbeweglichen Figuren aus dicker, undurchsichtiger Tierhaut des Tholpavakuthu von Kerala und des Ravanacharya von Odisha sowie mit den bis Lebensgröße erreichenden, durchscheinenden und beweglichen Figuren des Tholu bommalata von Andhra Pradesh.
Indische Siedler brachten ihre Kultur in den ersten nachchristlichen Jahrhunderten vermutlich von Südindien ausgehend nach Sumatra, Java, auf die Malaiische Halbinsel und nach Funan, das ungefähr auf dem Gebiet des heutigen Kambodscha lag. Es ist unklar, ob sich die indischen Schattenspieltraditionen über Java, wo das wayang kulit purwa die älteste Tradition darstellt, entlang der Malaiischen Halbinsel nach Norden ausbreiteten, wie E. H. S. Simmonds (1961) vermutete, oder ob sie zunächst in das Reich Funan gelangte. Die von Tänzern getragenen, großen Figurenplatten sind nur in der höfischen Kultur der Thai- und der Khmer-Reiche bekannt, in Indonesien kommen sie nicht vor. Das in Südthailand bei thailändischen Buddhisten populäre Schattenspiel mit kleinen Figuren, nang talung, steht mit dem von der thailändischen Minderheit in den malaysischen Bundesstaaten Kelantan und Kedah gespielten wayang kulit gedek in Verbindung. Die Muslime auf der Malaiischen Halbinsel bis in den Süden Thailands pflegen das wayang kulit Siam, dessen Name für seine Herkunft aus Siam steht, während das seltene wayang kulit Jawa in Malaysia auf das javanische wayang kulit purwa zurückgeht. Sheppard (1968) erkennt einen frühen Kulturkontakt zwischen den mittelalterlichen, malaiischen Königreichen Ligor und Pattani mit dem Reich der Khmer, weil ein malaiischer Prinz 1002 von Osten her das Khmer-Reich eroberte und unter dem Königsnamen Suryavarman I. in der ersten Hälfte des 11. Jahrhunderts von Angkor aus herrschte. Zu seiner Regierungszeit dürfte sich laut Sheppard das Schattenspiel der Khmer nach Malaysia ausgebreitet haben. Es gibt einige gemeinsame Merkmale zwischen den Figuren des sbek touch (nang trolung) und ebenfalls zu den Ramayana-Erzählungen gehörenden malaysischen Figuren; schriftliche Quellen für diese Ausbreitung sind jedoch nicht vorhanden.
Funan war der erste indisierte Herrschaftsbereich in Südostasien, der im 1. Jahrhundert n. Chr. entstand und aus dem im 6. Jahrhundert das Reich Chenla und nachfolgend das Reich der Khmer hervorging. Der erste König von Funan soll nach einer legendären Geschichte ein indischer Brahmane namens Kaundynia gewesen sein, der mit dem Schiff gekommen war und eine heimische Königin heiratete. Die Khmer waren seit ihrem Eintritt in die Geschichte Hindus, später wurde der Buddhismus zur Staatsreligion. Vermutlich führten sie das Schattenspiel zur selben Zeit wie die Formen der religiösen Verehrung aus Indien ein. Hierzu entwickelten sie einen an die indische Tempelarchitektur angelehnten, eigenen Stil der sakralen Architektur. Obwohl an mittelalterlichen Khmer-Tempeln mehrfach Tanzszenen und Musikinstrumente abgebildet sind, fehlen Abbildungen des Schattenspiels. Dies spricht nicht gegen ein hohes Alter des sbek thom, denn es ist gut möglich, dass Abbildungen aus Angst vor der magischen Wirkung des Schattens unterblieben. Das Ramayana muss bereits in der Prä-Angkor-Zeit in Kambodscha bekannt gewesen sein, wofür eine in Angkor Borei gefundene Skulptur des mythischen Helden Preah Ream (Rama) aus dem 6./7. Jahrhundert spricht. Mehrere Reliefs an Tempeln im Gebiet von Angkor stellen Szenen aus dem Ramayana dar; hervorzuheben ist ein 50 Meter langes Relief auf der dritten Galerie des Angkor Wat (Anfang 12. Jahrhundert), welches die mythische Schlacht zwischen Rama und seinem Widersacher Ravana um Lanka zeigt. Die kämpfenden Affen und Dämonen sind in voller Bewegung festgehalten. Die im 16. und 17. Jahrhundert entstandenen, neuen Fassungen des Reamker belegen die durchgängig in der kambodschanischen Kulturgeschichte vorhandene Bedeutung des Ramayana-Stoffes. Ein wesentlicher Unterschied des Reamker und der thailändischen Version Ramakian gegenüber dem indischen Epos ist die Figur des Rama, der nicht als Inkarnation des Gottes Vishnu, sondern als Held mit menschlichen Eigenschaften und Zielsetzungen auftritt.
Das thailändische Schattenspiel mit großen Figuren, nang yai, taucht erstmals Mitte des 15. Jahrhunderts in einer schriftlichen Quelle auf. Als Anfang des 15. Jahrhunderts das Königreich Ayutthaya das machtlos gewordene Khmer-Reich erobert hatte, kam es zu einem engen Kulturaustausch zwischen beiden Völkern, der bis heute unter anderem in den Bereichen Musik, Tanz und Theater erkennbar ist. Das höfische thailändische Orchester pi phat hat sich aus dem bis in die Prä-Angkor-Periode zurückreichenden kambodschanischen pin peat entwickelt und das thailändische mahori entspricht weitgehend dem kambodschanischen Ensembletyp mohori, der sich während der Ayutthaya-Zeit verbreitete.
Unabhängig von den mutmaßlichen Verbreitungszentren Java und Kambodscha für die südostasiatischen Schattenspiele mit kleinen Figuren, deren Schatten nur durch einen Bildschirm zu sehen sind, bleibt die Frage nach der Herkunft der großen, von Darstellern über die Bühne getragenen Figurenplatten. Altindische Theaterformen gehören in den Bereich religiöser Rituale. Aus der altindischen Sanskrit-Literatur geht hervor, dass eine der Wurzeln des Schauspiels der pantomimische Tanz gewesen sein muss. Der Grammatiker Patanjali erwähnt offensichtlich Personen, die epische Erzählungen vortrugen und gleichzeitig dazu passende Bilder zeigten. Erzählungen zu Bildpräsentationen werden bis heute an manchen Orten in der indischen Volkstradition überliefert, auf Java gibt es mit dem sehr selten gewordenen wayang beber eine entsprechende Tradition. Daneben benennt Patanjali eine andere Gruppe von Erzählern, die zu ihren mythischen Geschichten vermutlich ein Puppenspiel oder ein Schattenspiel zeigten. Ein solcher Erzähler ist bis heute für das asiatische Schattenspiel charakteristisch. Einige Ausdrücke im Mahabharata, das zwischen dem 4. Jahrhundert v. Chr. und dem 4. Jahrhundert n. Chr. seine bekannte Form erhielt, lassen an die Existenz eines Schattenspiels denken. M. L. Varadpande interpretiert außerdem aus dem Mahabharata eine Entwicklung im alten Indien von maskierten menschlichen Darstellern bei magischen Ritualen hin zu Personen, die anstelle einer aufgesetzten Maske eine Puppe mit einer Hand vor das Gesicht hielten. Die großen Hautfiguren des nang yai und des sbek thom zeigen eine funktionelle Verwandtschaft mit den in den Händen gehaltenen, altindischen Masken oder Puppen.
Das sbek thom und das königliche Ballett (robam kbach boran) stellen die höfische kambodschanische Theatertradition dar; sie gehörten mit dem klassischen Orchester pin peat und bei manchen Gelegenheiten dem Orchester mohori zu den Zeremonien und zum Unterhaltungsprogramm im Königspalast. Aufführungen von sbek thom und nang yai fanden daher früher in den Königsstädten Angkor, Bangkok, Phnom Penh, Battambang und Udong statt. Vor der Schreckensherrschaft der Roten Khmer zwischen 1975 und 1978 gab es noch in Phnom Penh, Siem Reap und wenigen anderen Orten Aufführungen von sbek thom. Nach der völligen Zerstörung des gesamten kulturellen Lebens in dieser Zeit wird die Tradition seit 1979 langsam wiederbelebt. Sbek thom gehört zum Unterrichtsprogramm an der Royal University of Fine Arts in Phnom Penh. Um 2000 wurde es von einer Truppe an der Universität aufgeführt, eine weitere Truppe gab in Battambang Vorstellungen. Nach Angaben von 2014 sind mehrere Truppen in Phnom Penh und in der Umgebung von Siem Reap aktiv.

## Aufführungspraxis

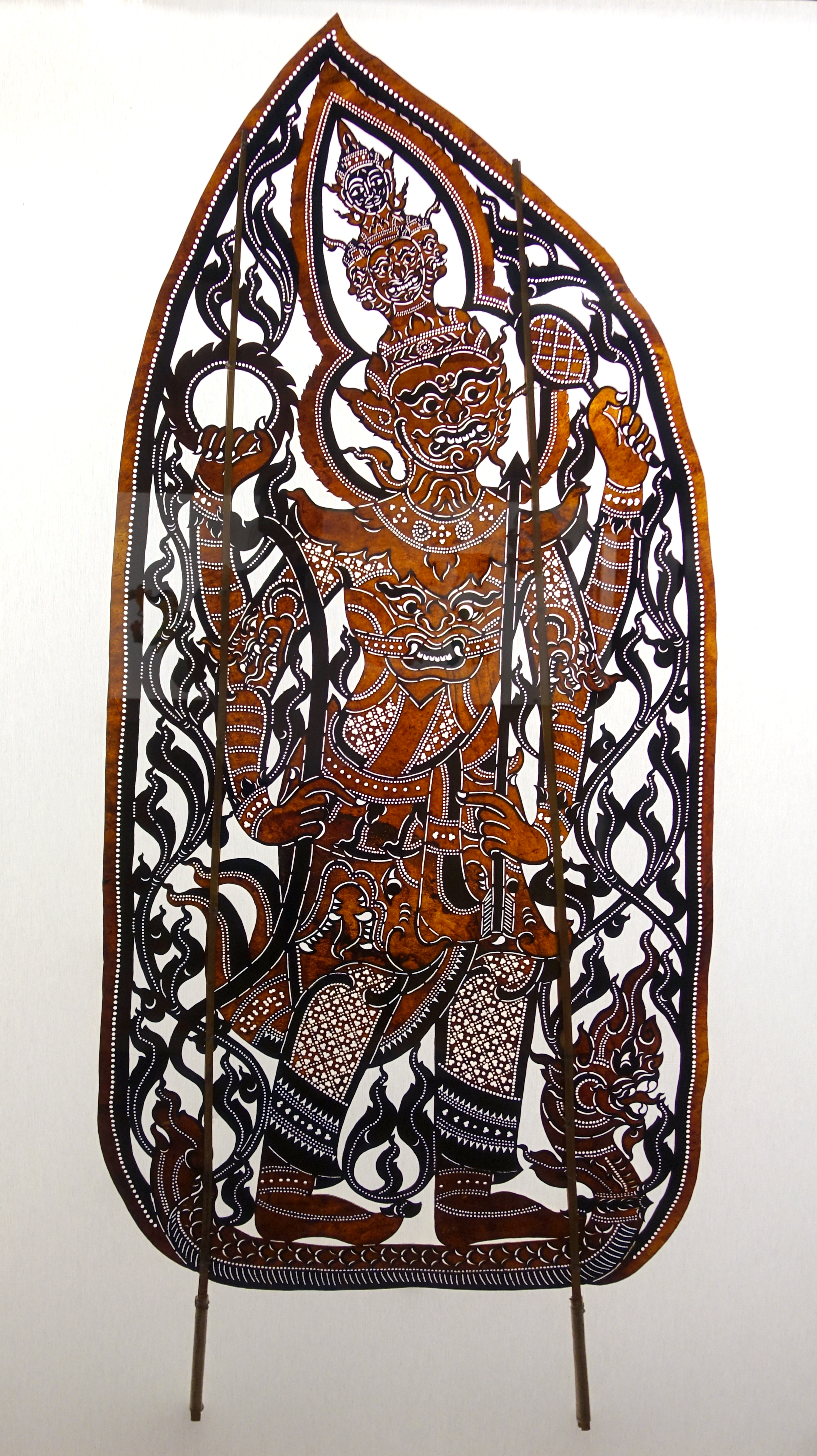
Dämonenkönig Krong Reap (Ravana), der Widersacher des Helden Preah Ream (Rama).

Traditionelle Aufführungen finden stets im Freien statt, im Hof eines buddhistischen Klosters oder auf einem Reisfeld. Die kambodschanischen Zuschauer, für die nang sbek früher zur Alltagskultur gehörte, kennen die Details der immer gleichen Spielhandlung und richten ihre Aufmerksamkeit stattdessen auf die Schönheit der Figuren und die Eleganz der Tanzbewegungen. Aufführungen für Touristen und Proben an der Universität werden auch auf Theaterbühnen gezeigt. Frühere Aufführungen des gesamten Reamker-Stoffes dauerten mehrere Wochen, in den 1940er Jahren wurden der Inhalt in 16 aufeinanderfolgenden Nächten präsentiert, in den 1960er Jahren benötigte man für eine Auswahl der wesentlichen Episoden sieben Nächte in der Zeit zwischen 20 Uhr und 1 Uhr morgens. Heute werden bestimmte Szenen für einige Nächte je nach Dauer der Festveranstaltung ausgewählt. Um die Mitte des 20. Jahrhunderts kamen zu den Aufführungen, die von bekannten Erzählern geleitet wurden, Hunderte oder Tausende Zuschauer.
Der Bildschirm aus weißem Baumwollstoff ist sechs bis zehn Meter lang und drei bis fünf Meter hoch. An der Unterkante ist er durch einen ungefähr ein Meter breiten, schwarzen Stoffstreifen vom Erdboden getrennt. Zwischen den beiden Holzpfosten, an denen die Leinwand befestigt ist, verläuft in einem Meter Höhe eine Querstange, an welche die Figuren angelehnt werden, wenn sie nicht im Einsatz sind. In der Mitte in einiger Entfernung wird auf vier Holzpfosten eine 1,5 Meter hohe Plattform errichtet, die mit einer Schicht Erde bedeckt ist. Darauf wird Holz oder anderes Material abgebrannt, sodass ein hell loderndes Feuer entsteht, das die Leinwand von der Rückseite beleuchtet. Der gesamte Bereich hinter dem Bildschirm ist wie beim nang yai durch ein Mattengeflecht im Halbkreis geschlossen. Diese Trennwand schützt das Feuer vor Wind und die Truppe erhält einen abgeschlossenen Aufenthaltsraum, in welchem die Figuren nach einem genauen Ordnungssystem an den Querstangen der Wand aufgestellt werden.
Sbek thom hat wie der kambodschanische Maskentanz lkhon khol („khol-Theater“, khon in Thailand) eine religiöse Bedeutung und unterliegt gewissen Regeln, zu denen gehört, dass nur männliche Darsteller auf der Bühne agieren dürfen. Männer verkörpern auch die weiblichen Rollen. Frauen haben im Buddhismus eine geringere Stellung und sind von der Durchführung einiger Rituale ausgeschlossen. Nur Inhalte aus dem Reamker werden inszeniert, das in Kambodscha als die bedeutendste indische Erzählung gilt und aus dem zunächst hinduistischen in den späteren buddhistischen Kanon aufgenommen wurde. Vor Beginn des Hauptspiels wird in einer Anrufungszeremonie göttlicher Beistand erbeten. Sbek thom ist ein traditioneller Bestandteil offizieller Rituale wie die Beerdigung des Königs, Mitgliedern der königlichen Familie und bedeutender Mönche, es gehört zur Königskrönung und anderen höfischen Ereignissen, zu Zeremonien in buddhistischen Wats, zu staatlichen und zu dörflichen Jahresfesten.

### Figurenplatten
Die Figurenplatten des sbek thom sind bis 1,8 Meter hoch und 1,5 Meter breit und wiegen maximal 8 Kilogramm. Sie werden meist aus Rindshaut hergestellt, besitzen keine beweglichen Teile und stellen eine aus ein bis drei Charakteren bestehende Szene dar. Ein Figurensatz umfasst rund 150 Platten. Diese Platten werden für das nächtliche Schattenspiel eingesetzt. Daneben gibt es noch eine dem thailändischen nang rabam vergleichbare Aufführung, die tagsüber ohne Feuer stattfindet. Die hierfür verwendeten Figurenplatten, sbek thom mothium, sind kleiner und werden nicht farbig bemalt, sondern gefärbt.
Zur Herstellung der Platten wird frische Rindshaut mehrere Tage in Salzwasser oder Kalkwasser eingeweicht. Falls die Haut vor der Verarbeitung längere Zeit gelagert werden muss, kann sie zum Schutz gegen Verrottung in ein Aschebett gelegt werden. Aschereste müssen vor der weiteren Verarbeitung entfernt werden. Um die Haut rötlich, gelb oder dunkelbraun zu färben, wird dem Wasser ein aus einer Baumrinde gepresster Saft zugesetzt. Die Rinde eines anderen Baumes soll die Haut vor Insektenbefall schützen. Anschließend wird die Haut ausgespannt, an der Sonne getrocknet, von den Haaren befreit und bis auf eine gleichmäßige Dicke geschabt.
Auf die so vorbereitete Haut werden mit weißer Farbe die Umrisse der Komposition gezeichnet, die aus einer Figur oder mehreren Figuren und einem ornamentalen Hintergrund besteht. Der Hintergrund ist der Handlung und den Charaktertypen angepasst. Bei Kampfszenen erhöht ein Hintergrund mit Flammen den dramatischen Effekt, bei gehenden oder fliegenden Figuren füllen Rankenblätter die Szene. Wenn alle Details an der Kleidung der Figuren und ihrer Umgebung aufgezeichnet sind, werden die Umrisslinien und Durchbrüche ausgestochen. Jeder Charakter weist bestimmte Konturen auf und wird mit den für ihn vorgesehenen Farben bemalt. Zur Stabilisierung und als Haltestangen dienen zwei Bambusrohre, die etwa 20 Zentimeter über die Unterkante hinausragen. Die Bambusrohre werden hierfür längs halbiert, von beiden Seiten deckungsgleich auf die Figurenplatte aufgelegt und zur Befestigung durchgenagelt.
Die Figurenplatten werden in fünf Typen eingeteilt: Die Prinzen sind bei edlen Tätigkeiten und stets mit dem Gesicht im Profil zu sehen. Sie lassen sich an ihren Kostümen, Waffen und anderen Merkmalen unterscheiden. Das Gesicht der Prinzessinnen ist stets frontal dargestellt; bis auf die elegant geschwungenen Gesichtszüge und mehrere Querfalten am Hals ist es freigeschnitten und erscheint leuchtend in der Farbe des Bildschirms. Weitere Typen sind Dämonen, Yakshas (niedrige Himmelsgestalten), mythische Affen und als Nebenfiguren Bauern und Asketen. Adlige Personen tragen einen hohen Kopfschmuck, den ein Strahlenkranz umgibt. Dämonen und Affen sind wahlweise im Profil oder frontal dargestellt. Alle Figuren sind reich geschmückt. Von den mit erhabem Gesicht gezeigten Adligen unterscheiden sich die Kleinbauern, die in komischen und lebensechten Positionen auftreten.
Drei Figuren bilden eine Ausnahme, weil ihnen eine besondere religiöse Verehrung zukommt und sie eine magische Wirkung besitzen: Preah Eyso (Shiva), Preah Noreay (Vishnu) und der Einsiedler und Lehrer Preah Muni Eysi (auch Eysey, in Thailand Rüsi, in Indien Rishi). Zur Herstellung der Figuren von Shiva und Vishnu muss die Haut eines bei einem Unfall oder eines natürlichen Todes gestorbenen Rindes verwendet werden, für den Einsiedler braucht es die Haut eines Leoparden oder Bären. Wie in Thailand muss der Hersteller dieser Figuren weiß gekleidet sein und sein Werk innerhalb von 24 Stunden beendet haben. Während der Aufführung nicht gebrauchte Figurenplatten werden in einem gesonderten Verschlag gelagert, dessen Öffnung in Richtung des Sonnenaufgangs zeigt. Vor dem Eingang wird ein Geisterhäuschen aufgestellt, auf dem Kerzen und Räucherstäbchen zu Ehren besonders des Preah Muni Eysi abbrennen.

### Musikensemble

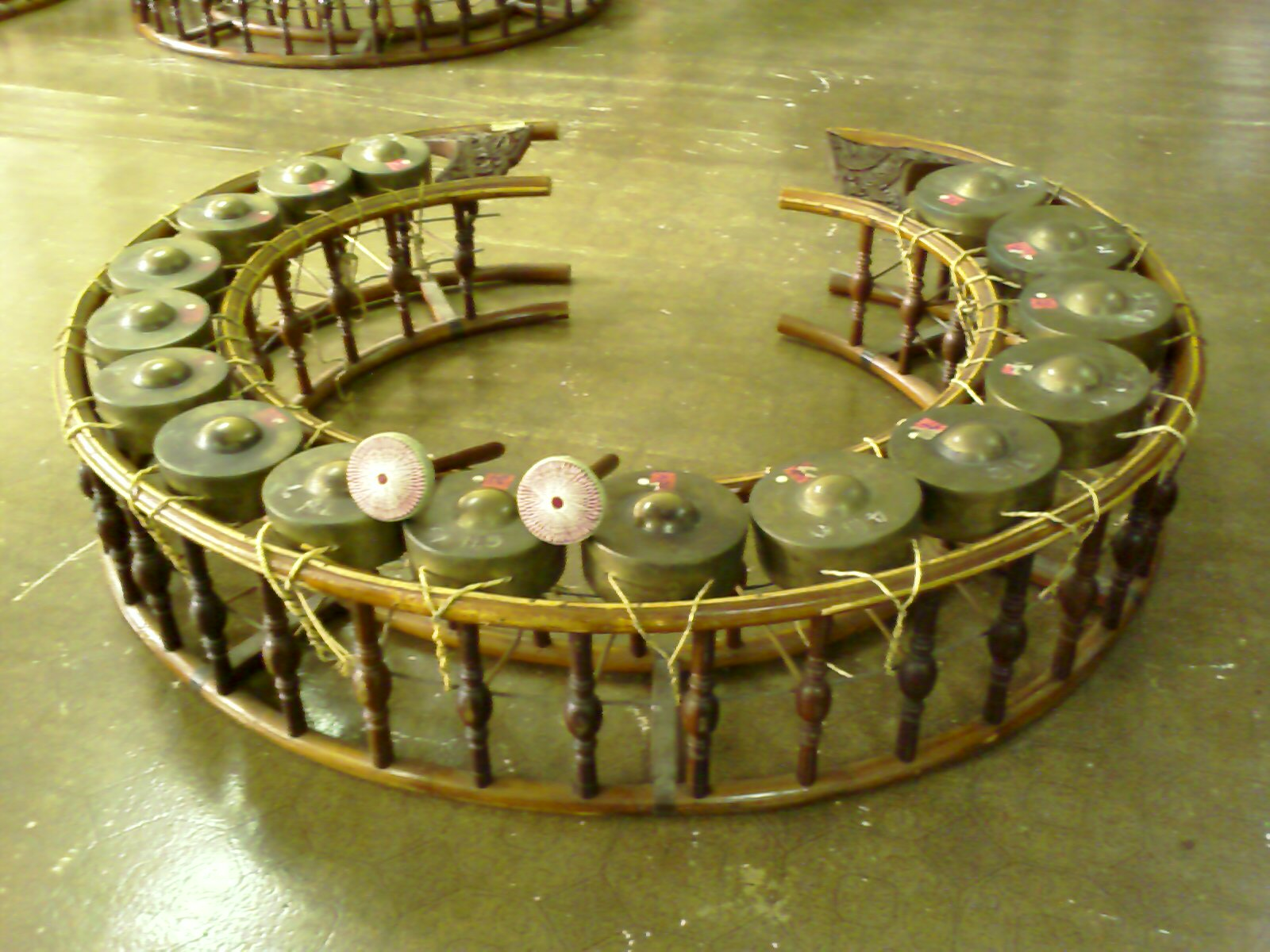
Thailändischer Buckelgongkreis khong wong yai, entspricht dem kambodschanischen kong thom.

Sbek thom-Aufführungen und Tanzdramen werden von einem Ensemble mit bis zu zehn Musikinstrumenten begleitet. Die Musiker sitzen seitlich in einiger Entfernung vor dem Bildschirm auf dem Boden. Zum Orchester krom phleng pin peat gehören die beiden Trogxylophone roneat ek mit 21 Bambusklangstäben und das tiefer klingende roneat thom mit 16 Klangstäben, der große Gongkreis kong thom (entspricht dem thailändischen khong wong yai) mit 16 waagrecht im Kreis auf einem Resonanzkasten liegenden Buckelgongs und der kleinere Gongkreis kong touch (auch kong vong toch, entspricht dem thailändischen khong wong lek) mit 16 höher gestimmten Buckelgongs. Beide werden mit zwei Schlägeln mit weichen Köpfen gespielt. Ebenfalls paarweise und in zwei Größen kommen die hölzernen Doppelrohrblattinstrumente sralai thom (40–42 Zentimeter lang) und sralai touch (31–33 Zentimeter) vor. Die sralai haben leicht konische Bohrungen und besitzen keinen Schallbecher, sie werden mit Zirkularatmung geblasen und sind die einzigen Melodieinstrumente im Orchester, die einen anhaltenden Ton produzieren. Ihre thailändischen Verwandten bilden die Gruppe der pi. Die zweifellige Fasstrommel sampho ist die Entsprechung der thailändischen taphon. Die sampho liegt waagrecht in einem Holzgestellt vor dem Musiker und wird mit beiden Händen geschlagen. Die skor thom ist eine größere, paarweise schräg aufgestellte Fasstrommel, die mit Stöcken geschlagen wird und als Tanzbegleitung den tiefen Grundrhythmus vorgibt sowie bei Bedarf Donner imitiert. Hinzu kommen ein Paar Handzimbeln, chhing (in Thailand ching). Ein kleineres Ensemble verzichtet auf den zweiten Teil der Instrumentenpaare und besteht aus roneat ek, kong thom, sralai thom, sampho und den beiden skor thom.
Für das sbek thom werden etwa 20 Lieder passend zu den Szenen ausgewählt, die auch Ensembles des klassischen Ballets und des Maskentheaters verwenden. Sie gehören zu einem Repertoire von etwa 300 Stücken. Jedes Lied beschreibt die Szene, die Handlungen der beteiligten Charaktere und deren Stimmung. Die geeigneten Lieder werden vom Erzähler ausgewählt. Die Musik spielt während der gesamten Aufführung. Gongkreise und die beiden Trommeln spielen auch während der Rezitation der Erzähler im Hintergrund. Ein oder zwei Erzähler führen eine Szene mit einem langsamen Gesang in Versen ein. Jedes Versende wird durch Schläge auf die skor thom angezeigt. Wenn der nachfolgende Dialog in Versen oder Prosa zwischen den reglos stehenden Figuren beendet ist, beginnt ihr Tanz, eingeleitet wiederum von einem Trommelwirbel der skor thom.

### Anrufungszeremonie
Der Leiter der Truppe ist für die Durchführung der Anrufungszeremonie (sampeah khru, in Thailand wai khru) verantwortlich und erfüllt eine priesterliche Funktion. Zunächst werden die Götter Preah Eyso (Shiva, der einen Pfeil abschießt) und Preah Noreay (Vishnu) zusammen mit dem Preah Muni Eysi (Rishi) eingeladen, um zum einen dafür zu sorgen, dass das Spiel unter günstigen Vorzeichen steht und zum anderen, damit die Figuren während der Dauer der Aufführung zum Leben erweckt werden. Die drei heiligen Figuren werden vor dem noch dunklen Bildschirm aufgestellt. Die beiden Erzähler richten drei Anrufungsschreie („Yak O“), die von den Darstellern wiederholt werden, an die Gottheiten, um sie zur Teilnahme zu bewegen. Sie sprechen hierbei mit einer besonderen, groben Geisterstimme, um die Zuschauer zu erschrecken. Der Rishi ist der geistige Führer der gesamten Vorführung. Die Anrufung richtet sich auch an all die guten übernatürlichen Wesen, die gebeten werden, die bösen Mächte zu vernichten, um ein Leben von Frieden und Glück zu bewirken.
Der nachfolgende Tanz ist als Opferritual gedacht, mit dem Glück über das Dorf gebracht werden soll, welches die Vorführung ausrichtet. Die Figuren von Vishnu und Shiva tanzen stellvertretend für den Kampf des Guten gegen das Böse. Das Orchester setzt zur Begrüßung ein, während der Spielführer Kerzen und Weihrauchstäbchen anzündet und diese an den drei Figuren befestigt. Die eigentliche Erweckung zum Leben erfolgt durch heiliges Wasser, mit dem der Spielführer die Augenlider der drei Figuren bestreicht. Die Figurentafeln werden so zu Masken, hinter denen sich die Götter verbergen und die Tänzer fungieren lediglich als ihre weltlichen Träger. Die Darsteller besprengen sich in einer Art Reinigungszeremonie mit heiligem Wasser, worauf die Vorstellung beginnen kann.
Zur Anrufungszeremonie einer Truppe in Siem Reap gehörten in den 1990er Jahren eine Reihe von Speiseopfern, die auf und neben einem dreistufigen Gestell (baysey) aus Bambus und Teilen eines Bananenstamms platziert wurden, darunter: Betelnüsse und -blätter, zwei Schweineköpfe, zwei Hühner, Eier, sonstige Nahrungsmittel und etwas Geld.

### Hauptspiel

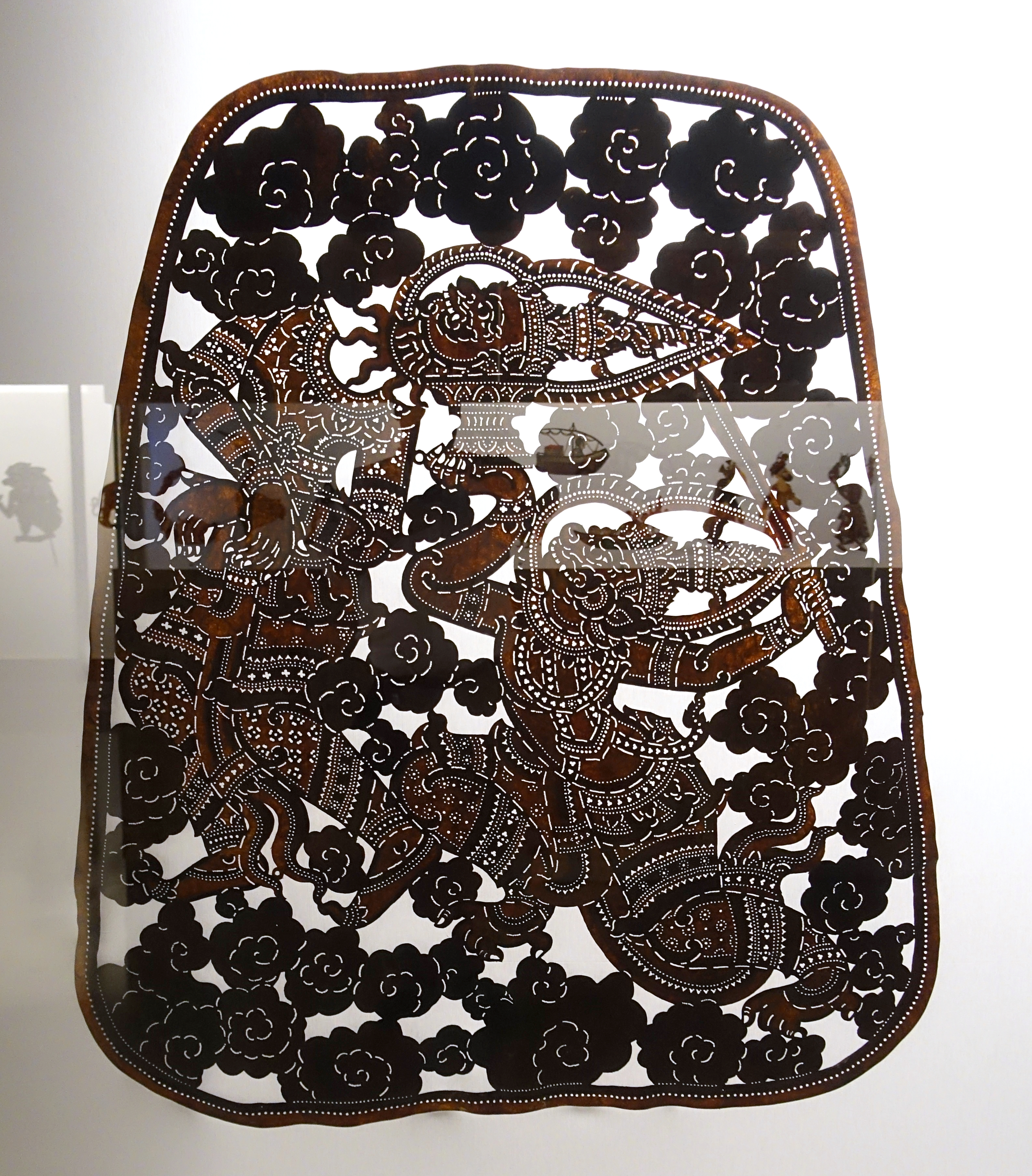
Entochit (Indrajit) wird getötet und liegt mit abgeschlagenem Kopf am Boden. Museu do Oriente, Lissabon

Auf der Bühne agieren zwischen 10 und 20 Darsteller. Üblicherweise gibt es zwei Spielführer (khru, von Sanskrit guru), die laut Sheppard (1968) als Erzähler auftreten und den einzelnen Charakteren ihre Stimme leihen. Der eine Spielführer steht am einen Rand des Bildschirms und spricht die Dialoge von Rama und seiner auf der Seite der Götter stehenden Umgebung, der andere übernimmt gegenüber die Rolle von Krong Reap (Ravana) und seinem Dämonenheer. Solange die Erzählung und die Dialoge vorgetragen werden, verharren die Darsteller mit ihren Figuren regungslos hinter dem Bildschirm. Es kann vorkommen, dass die Sprecher ihren Akteuren nacheilen, wenn diese sich über die Bühne bewegen. Sind die Dialoge beendet, tanzen die Darsteller mit ihren emporgereckten Figurenplatten in eleganten Bewegungen entweder dicht hinter dem Bildschirm, sodass sich ihre Schatten möglichst scharf abzeichnen, oder direkt sichtbar vor dem Bildschirm. Die Tänzer sind mit einem orangefarbenen Wickelrock (sampot), einem weißen Hemd und einem weißen Hüfttuch bekleidet. Nach der Beschreibung von Kong/Preap (2014) sind die Rollen der beiden Spielführer in einen Erzähler und einen Sprecher der Figuren aufgeteilt. Beide sind häufig nicht auf der Bühne zu sehen, sondern halten sich außerhalb bei den Musikern auf. In Siem Reap sprechen üblicherweise ein Mann und eine Frau. Manche Erzähler kennen den Text auswendig, andere lesen ihn vom Blatt. Die Form der Erzählung, die kamrong keo genannt wird, enthält unterschiedliche Vers- und Prosaanteile. Welche Episoden des umfangreichen Reamker ausgewählt werden, hängt vom Anlass der Aufführung ab und wird vom Leiter der Truppe festgelegt.
Beim Tanz werden entsprechend dem Inhalt der Szenen acht Bewegungsmuster unterschieden, die einzelne Figuren ausführen: gehen, spazieren gehen, fliegen oder militärisch aufmarschieren, kämpfen, traurig sein oder Schmerz empfinden, meditieren, zum Krieg versammeln oder einen Kriegsrat einberufen und sich magisch verwandeln. Wie beim thailändischen nang yai agieren die Darsteller in manchen Szenen zugleich hinter und vor dem Bildschirm. Um eine lange Reise anzudeuten, bewegen sie sich hintereinander auf der Vorderseite zu einem Rand des Schirms und wenden sich auf der Rückseite in die andere Richtung, sodass in diesem Moment zugleich die von hinten angeleuchteten farbigen Figurenplatten und die schwarzen Schattenrisse der rückwärtigen Figuren zu sehen sind.

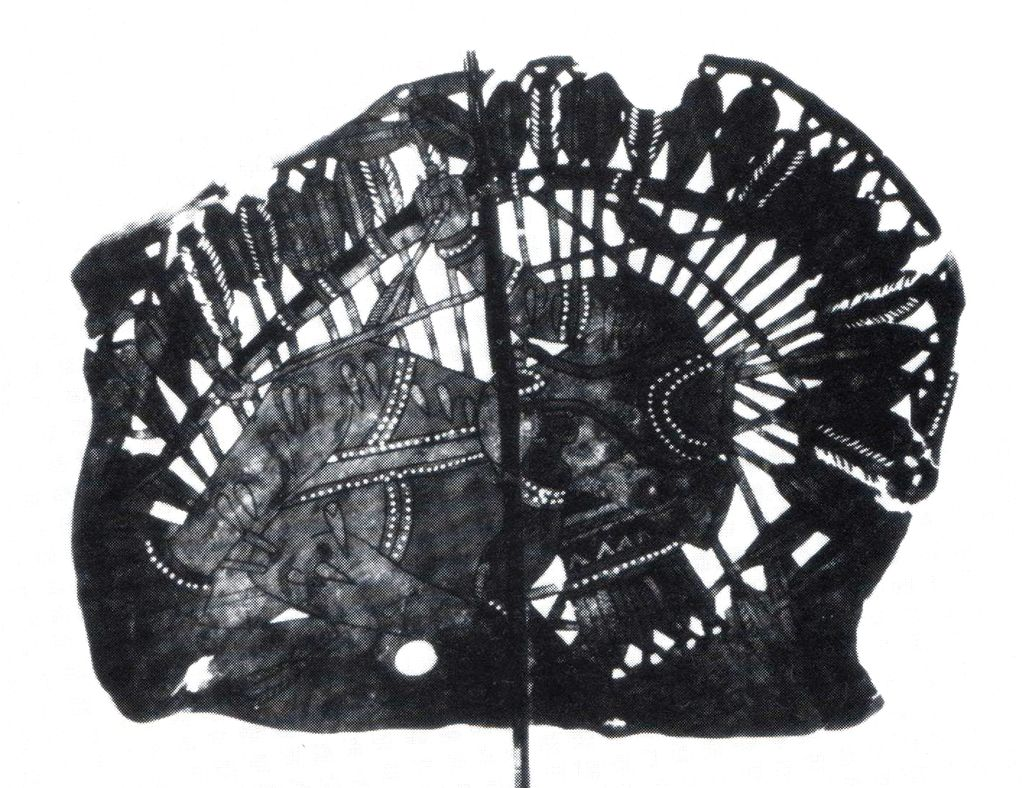
Indrajit liegt mit abgeschlagenem Kopf und von Pfeilen durchbohrt tot am Boden. Mit einer Hand hält er noch Pfeil und Bogen. Figur des indischen Schattenspiels Chamadyache bahulya.

Zentrale Charaktere der Inszenierung sind der Einsiedler und erste Lehrer der Schauspieler, Preah Muni Eysi, der über magische Fähigkeiten verfügt und von den Menschen oft um Rat gefragt wird, sowie die Götter Preah Noreay (Vishnu) und Preah Eyso (Shiva), welche die Geschicke des guten Preah Ream (Rama) und des bösen Preah Reap (Ravana) lenken. Preah Reap hat Ramas Frau Seda (Sita) geraubt, die jener in zahlreichen Kämpfen befreien muss. Preah Reap erhält bei den Kämpfen, die mit Pfeil und Bogen sowie mit Wunderwaffen geführt werden, Unterstützung von seinem Bruder Preah Lak (Lakshmana) und einem Heer von Affen unter der Führung des weißen Affen Hanuman. Der böse Preah Reap hält mit seinen magischen Kräften, der Hilfe seines Sohns Entochit (Enthachit, in Indien Indrajit) und einem Heer von schwarzen Affen dagegen. Am Ende siegt bei dem von Thailand bis Indonesien geläufigen Kampf zwischen weißen und schwarzen Affen das Gute über das Böse. Eine strukturelle Ähnlichkeit besteht zu der mit der Haupterzählung unverbundenen Eröffnungsszene des burmesischen Marionettenspiels yoke thé, in der verschiedene Tiere paarweise miteinander kämpfen und symbolisch um die Herstellung der Weltordnung ringen.
Eine ältere sbek thom-Truppe aus Siem Reap, die einen Satz von über 150 Figuren besaß, führte in den 1990er Jahren ausschließlich den Kampf zwischen Entochit und Preah Lak auf, wofür sie vier bis fünf Nächte benötigten. Bei vier Nächten war diese Episode folgendermaßen nach den Hauptereignissen eingeteilt:
- Sor Neakabas („der magische Pfeilspitzdrache“): Entochits magischer Pfeil wird in einen Drachen verwandelt, der sich spiralig im Kreis bewegt und Preah Lak mit seinen Soldaten zusammenschnürt.
- Promeas: Diesen Pfeil schießt Entochit auf Preah Lak. Im Auftrag von Pipek (Vibhishana), dem Astrologen und jüngeren Bruder des Dämonenkönigs Ravana, findet Hanuman Medizin für den verletzten Preah Lak. Pipek rührt die Medizin zusammen und verwendet sie, um den Pfeil herauszuziehen.
- Poan: Den magischen Pfeil poan schießt Preah Lak auf Entochit. Beim Aufprall zerlegt er sich in 1000 Pfeile. Entochit gelingt es, alle Pfeile bis auf einen aus seinem Körper zu entfernen. Wegen des verbliebenen Pfeils begibt er sich zu seiner Mutter, Neang Mondokiri (in Indien Mandodari, Frau von Krong Reap alias Ravana). Mit ihrer Muttermilch lässt sich der Pfeil auflösen und entfernen.
- In der letzten Szene dieses Kampfes stirbt Entochit, durch einen Pfeil Preah Reams (eine Herabkunft Vishnus) geköpft. Der Kopf fällt auf einen Teller, den der Affe Angkut (Angada) hält. Preah Ream schießt mit einem zweiten Pfeil den Kopf samt dem Teller auf den Planeten Tak Sen, um die Erde vor der Zerstörung zu bewahren.[39]